# Zoraida Ávalos
Zoraida Ávalos Rivera (Callao, 14 de junio de 1957) es una abogada peruana y exfiscal de la nación. Asumió el cargo de manera interina, el 8 de enero de 2019, por la renuncia de Pedro Chávarry. Fue ratificada en sus funciones, el 17 de marzo, por un periodo de tres años.

## Biografía
Se graduó como abogada en la Universidad Nacional Mayor de San Marcos en 1981. Realizó una maestría y un doctorado en la Universidad Nacional Federico Villarreal.
Tomó relevancia cuando fue designada como fiscal suprema de la Junta de Fiscales Supremos, en 2013, por el Consejo Nacional de la Magistratura (CNM).
Tras el revelado de los CNM Audios (donde se involucraba a Pedro Chávarry, entonces fiscal de la nación), Zoraida fue respaldada por el fiscal José Domingo Pérez, el periodista de IDL-Reporteros Gustavo Gorriti y el exfiscal de la nación Pablo Sánchez Velarde para asumir de manera interina el cargo de fiscal de la nación. El 22 de agosto de 2018, fue nombrada por Pedro Chávarry como nueva jefe de la Fiscalía Suprema de Control Interno en reemplazo de Jorge Antonio Bernal Cavero. El 8 de enero de 2019, ante la renuncia de Pedro Chávarry al cargo de fiscal de la nación, fue nombrada encargada de dicho puesto de manera interna hasta que ella convoque a elecciones para el cargo de fiscal de la nación en la Junta de Fiscales Supremos. El 17 de marzo, fue ratificada en sus funciones por un período de tres años. En marzo de 2022, fue sucedida en el cargo de fiscal de la nación por Pablo Sánchez.
En 2023, Ávalos fue inhabilitada por el Congreso de la República por medio de la Resolución Legislativa del Congreso 024-2022-2023-CR, publicada en El Peruano en junio de ese año. Esto tras aprobar por mayoría el informe final de las Denuncias Constitucionales 209 y 231. No obstante, fue restituida por orden judicial en 2024, oficializado en el expediente 1257-2024-MP-FN, y fue recibida con honores por trabajadores del Ministerio Público.

## Controversias

### Pedido de falsificación de certificados
En el año 2012, según denunció Luis Pacheco Mandujano, entonces gerente general de la Escuela del Ministerio Público, Ávalos le pidió ayuda para que emitiera certificados falsos de exposición u organización de cursos y capacitaciones dictadas en la citada escuela con el objetivo de postular al puesto de fiscal supremo ya que tenía un «currículum bajo en capacitación».

### Caso Librejur
Entre los años 2010 y 2012, Ávalos tuvo cinco diplomados en temas de derecho en el Instituto Librejur. Posteriormente, una investigación realizada por Enrique Montenegro, de Willax Televisión, reveló que el referido instituto vendía diplomados tras un previo pago. El escándalo desatado llevó al caso a ser investigado por la fiscalía, sin embargo, el caso fue archivado en el año 2023 por la fiscal María Lourdes Flores Dávila, quien previamente fue designada por Ávalos y no incluyó en la investigación a los clientes de Librejur ni al Estado como agraviado.

### Votación a favor de Carlos Ramos Heredia
Durante las elecciones de 2014, para un nuevo fiscal supremo de la nación del período 2015-2018, votó por el fiscal supremo Carlos Ramos Heredia, primo de la entonces primera dama, Nadine Heredia. Este último fiscal cuestionado por malos manejos en la jefatura del Órgano de Control Interno de la Fiscalía bajo su cargo y obstrucciones a la justicia.

Siento que a mí se me está sentenciado por votar por Ramos Heredia, pero en un Estado de derecho tengo derecho a elegir.
Extracto de «Zoraida Ávalos: Siento que se me está sentenciado por votar por Ramos Heredia» del Canal N, 6 de mayo de 2014.

En el mismo espectro jurídico del escándalo por la elección de Ramos Heredia como fiscal de la nación, el 28 de abril de 2014 dos fiscales presentaron una denuncia en donde advertían que el Consejo Nacional de la Magistratura (bajo influencia de Heredia) actuó de forma sesgada para favorecer a Zoraida y a otra fiscal de nombre Nora Miraval Gambini, con su nombramiento para ser miembros de la Junta de Fiscales Supremos, a pesar de desaprobar las pruebas que se requerían para pertenecer a dicho órgano, como consecuencia Heredia recibió el voto de las entonces nuevas fiscales supremas para ser elegido como fiscal de la nación.

### Caso Cuellos Blancos
En el año 2022, el procurador anticorrupción, Javier Pacheco, denunció que:

Hay indicios de que la fiscal de la nación [Zoraida Ávalos] pertenece a los Cuellos Blancos. Elevamos un informe el 30 de noviembre del año pasado [2021] con más de cuatrocientas páginas de evidencias que se presentó a la Procuraduría General.

Según Pacheco, el referido informe fue entregado al por entonces procurador general de la república, Daniel Soria; pero el proceso no avanzó. También denunció que Ávalos obstruyó en diversos momentos la investigación en el caso de los Cuellos Blancos y que había aspirantes a colaboradores eficaces que señalaban a Ávalos como parte de los Cuellos Blancos. Ávalos, por su parte, rechazó tales afirmaciones.

### Supuesta omisión en la investigación contra Pedro Castillo
En marco de la crisis política de 2021 a la fecha, en junio de 2023, el Congreso de la República inhabilitó de la función pública por cinco años a Ávalos por supuestamente suspender en enero de 2022 las investigaciones contra Pedro Castillo, vinculados en actos de corrupción. Sin embargo, su caso fue llevado también al Poder Judicial, en que la Contraloría solicitaba una reparación de doscientos mil soles. Sin embargo, el caso fue archivado por falta de pruebas en diciembre de 2023.

### Declaraciones de Jaime Villanueva
Según declaró Villanueva como parte del escándalo desatado en el Ministerio Público, cuando Rafael Vela presentó la colaboración eficaz a Zoraida Ávalos sobre los casos de coimas en Moquegua que involucraban a Martín Vizcarra, Ávalos le dijo a Vela que trate de no hacer nada.